# Franz Overkott
Franz Eduard Overkott (* 17. Februar 1895 in Sandebeck, Kreis Höxter; † 4. November 1983 in Gevelsberg) war ein deutscher Volksschullehrer, Stadtarchivar und Heimatforscher. Für seine Heimatforschung wurde er mit dem Bundesverdienstkreuz ausgezeichnet.

## Leben
Overkott wurde mit zwölf Jahren Vollwaise und wuchs bei seiner Tante in Gevelsberg auf. Nach dem Volksschulabschluss besuchte er von 1909 bis 1915 die Präparandenanstalt und das Lehrerseminar in Wollstein, Provinz Posen. Nach einer halbjährigen Tätigkeit in Pudewitz/Posen wurde er als Soldat zum Ersten Weltkrieg eingezogen. Nach seiner Entlassung aus englischer Kriegsgefangenschaft erhielt er 1919 eine Lehrerstelle in Gevelsberg. Im Zweiten Weltkrieg wurde er wiederum eingezogen und als Unteroffizier entlassen. Seine Lehrerlaufbahn beendete er 1957 als Konrektor. Overkott war verheiratet mit Viktoria Auguste Wilhelmine Steinke (1901–1982) und hatte fünf Kinder.

## Schriften
- Gevelsberg. Die Kleineisen-Industriestadt an der Ennepe. Stadtverwaltung, Gevelsberg 1956, DNB 453676502.
- In Rußland Vermißte aus Rheinland und Westfalen – nebst angrenzenden Gebieten in Napoleons „Großer Armee“ 1812–1813. Degener & Co, Neustadt a.d. Aisch 1963, DNB 453676510. (3326 Namen nach amtlichen Listen zusammengestellt.)

| Personendaten    | Personendaten                                                |
| ---------------- | ------------------------------------------------------------ |
| NAME             | Overkott, Franz                                              |
| ALTERNATIVNAMEN  | Overkott, Franz Eduard (vollständiger Name)                  |
| KURZBESCHREIBUNG | deutscher Volksschullehrer, Stadtarchivar und Heimatforscher |
| GEBURTSDATUM     | 17. Februar 1895                                             |
| GEBURTSORT       | Sandebeck, Kreis Höxter                                      |
| STERBEDATUM      | 4. November 1983                                             |
| STERBEORT        | Gevelsberg                                                   |